# Tingel-Tangel (1927)
Tingel-Tangel, oder auch Das Mädel vom Tingel-Tangel, ist ein österreichisches Stummfilmmelodram aus dem Jahre 1927 von Gustav Ucicky mit Paul Hartmann, Rudolf Klein-Rogge, Igo Sym und der Französin Dolly Davis in den Hauptrollen. Der Film basiert auf der Novelle „Prinzeßchen tanzt ins Glück“ von Alexander Engel.

## Handlung
Der spanische Bankier Don Fabio Coridon ist ein wahrer Nabob: Er ist reich und residiert in einem prachtvollen Palast. Doch Don Fabio hat ein Problem: Ihn dürstet vor allem nach gesellschaftlicher Anerkennung, und aus diesem Grunde versucht der Milliardär händeringend, sich eine Hochadelige zu angeln, die ihm den Eintritt in die „höchsten Kreise“ ermöglichen soll. Für eine solche hält er die junge Li Hofreiter, die er irrtümlicherweise für die Schwester des bei ihm hochverschuldeten Marquese de la Mota hält. Don Fabio setzt daher den jungen Edelmann unter Druck, dafür zu sorgen, dass dessen „Schwester“ sich bereiterklärt, ihn, den reichen Bankier, zu ehelichen. Um dann auf dem gesellschaftlichen Parkett glänzen zu können, hält sich der eher grobmotorische Don Fabio einen eigenen Hofmeister, den Sekretär Derfinger, der ihm als flankierende Maßnahme zu dem erwarteten gesellschaftlichen Aufstieg die rechten Umgangsformen und guten Manieren – auch bei der Eroberung des Herzens der jungen Dame – beibringen soll. Dass die Auserwählte lediglich ein einfaches Wiener Mädel, eine Nachwuchsschauspielerin vom Theater, ist, das derzeit mit einer von deren Impressario fluchtartig verlassene Tingel-Tangel-Künstlertruppe durch Spanien tourt, ahnt der spanische Krösus nicht. 
Eben jene Li Hofreiter lässt sich auf den vom Marquese eingefädelten Kuhhandel ein und ist bereit, die Rolle ihres Lebens, eine leibhaftige Prinzessin, zu spielen. Das Geld, das ihr in Aussicht gestellt wird, kann sie dringend gebrauchen. Allerdings nimmt sie dieses unmoralische Angebot auch deshalb an, weil sie dem notorisch in Geldnöten befindlichen spanischen Edelmann helfen will, denn sie hat sich in den Marquese verliebt. Umso enttäuschter ist Li, als sie die ganze Wahrheit erfährt. Der Marquese hat sich nun zwischenzeitlich ebenfalls in Li verliebt, doch nun glaubt das gekränkte Wienermädel ihm kein Wort mehr und schleudert ihm im Augenblick seines Geständnisses mit voller Wucht eine Karaffe an den Kopf, sodass dieser verletzt liegen bleibt. Verzweiflung, Aussprache und die große Versöhnung folgen, ehe es zum Happy End kommen kann. Im Palast des spanischen Grande laufen schließlich alle Fäden zusammen. Don Fabio bleibt die Erkenntnis, dass man Liebe und auch nicht die Bereitschaft zur Ehe von einem gutherzigen Menschen erkaufen kann, und da er selbst eigentlich im tiefsten Innern seiner Seele ein guter und großzügiger Mensch ist, gönnt er den beiden Liebenden nicht nur deren Glück, sondern hilft Li ganz nebenbei aus ihrer finanzielle Notsituation heraus.

## Produktionsnotizen
Tingel-Tangel, in Deutschland unter dem Titel Trommelfeuer der Liebe gelaufen, entstand 1927 mit Außenaufnahmen in und bei Barcelona und den Filmstudios in Wien und wurde am 27. Oktober desselben Jahres uraufgeführt. Der Siebenakter besaß eine Länge von etwa 2500 Metern.
Artur Berger entwarf die Filmbauten, Karl Hartl, der hier eine kleine Nebenrolle spielte, übernahm auch die Aufnahmeleitung und war Ucicks Regieassistent.
Tingel-Tangel war Ucickys erste alleinige Filmregie.

## Kritiken
Wiens Kino-Journal konstatierte hier „einen spannenden Inhalt“ mit einer „vorzüglichen Darstellung“ und einer „äußerst geschmackvollen Regie“. Das Fazit der Betrachtung lautete: „Es ist auch wirklich ein Film aus der nicht allzu zahlreichen Serie jener, in denen, mit stark dramatischem Effekt verbunden, ein aparter Ton angeschlagen wird und in dem die Durcharbeitung aller kleinen, feinen Details, Empfindung mit Anmut verbunden zu voller Wirksamkeit bringt. Dolly Davis, Igo Sym und Klein-Rogge verinnerlichen, vertiefen den Seelenkonflikt in ausgezeichneter Weise.“.
In Die Stunde ist zu lesen: „Ein junger Regisseur … hat mit dem Film „Das Mädel vom Tingel-Tangel“ erfolgreichste die Reifeprüfung als wirklich geschmackvoller und einfallsreicher Spielleiter abgelegt und es haben ältere und erfahrener Regisseure als ihr zehntes oder zwölftes Werk nicht immer ein so reifes gegeben, wie es das des jungen Gustav Ucicky ist. Der Mann ist eine Hoffnung der österreichischen Filmkunst.“